# Kelevíz
Kelevíz là một thị trấn thuộc hạt Somogy, Hungary. Thị trấn này có diện tích 4,91 km², dân số năm 2010 là 324 người, mật độ 66 người/km².